# Alexander Berner
Alexander Berner, född 1901, dödsår okänt, var en schweizisk skeletonåkare. Berner tävlade i skeleton vid Olympiska vinterspelen 1928 i Sankt Moritz. Han kom på femte plats.